# 吸积盘

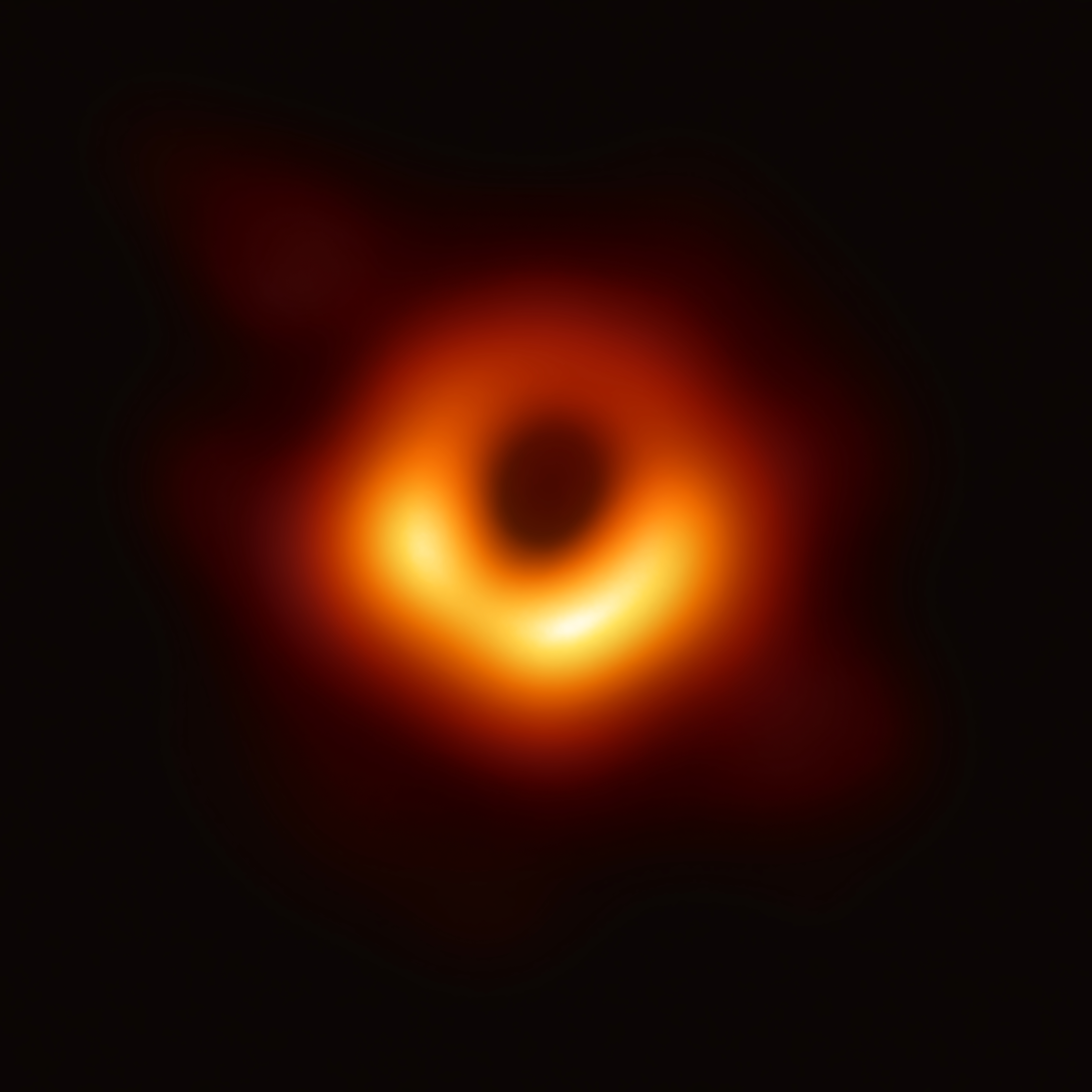
在超巨大橢圓星系M87中心黑洞的圓盤形影像。

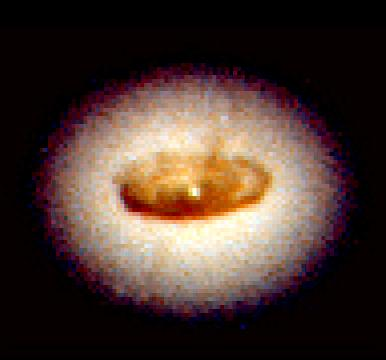
NGC 4261黑洞

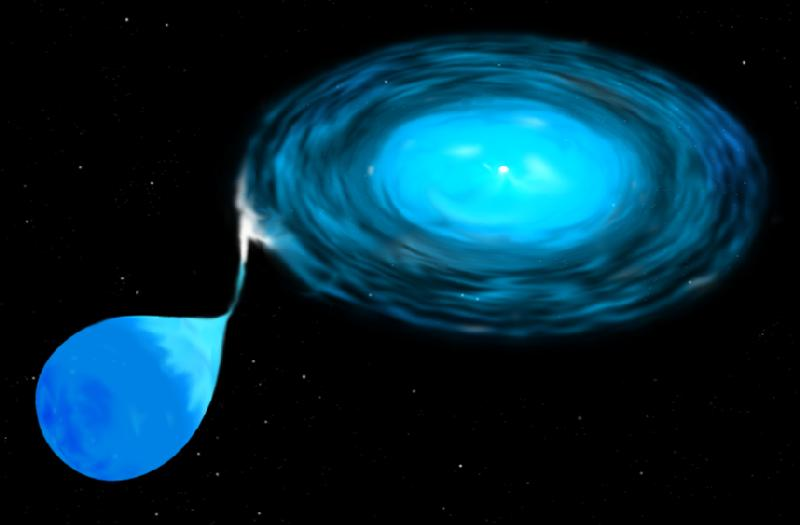
X射线双星系统中的巨星-吸积盘示意图

吸積盤（英語：accretion disk）是由圍繞大質量中心天體進行軌道運動的瀰散物質所形成的一種結構 (通常是一個星周盤)；中心體通常是一顆恆星。當盤面以螺旋形向內旋向中心天體時，引力和摩擦力壓縮並提高物體的溫度，導致電磁輻射的發射；輻射的頻率範圍取決於中心天體的質量。年輕恆星和原恆星的吸積盤在紅外線波段輻射；部分的中子星和黑洞周圍的輻射範圍落在電磁頻譜的X射線。吸積盤振盪模式的研究被稱為盤地震學。

## 表現
吸積盤是天體物理學中普遍存在的現象，活躍星系核、原行星盤、和伽瑪射線暴都涉及吸積盤。這些盤面經常產生來自中心天體附近的天體物理噴流。噴流是星盤系統在不損失太多質量的情況下，釋放角動量的有效方法。
自然界中發現的最壯觀的吸積盤是活躍星系核和類星體的吸積盤，它們被認為是星系中心的大質量黑洞。當物質進入吸積盤時，它沿著一條被稱為tendex線的軌跡運動，這條軌跡描述了一條向內的螺旋線。這是因為粒子在湍流中相互摩擦和反彈，造成摩擦加熱，從而將能量散發出去，減少了粒子的角動量，使粒子向內漂移，從而推動向內的螺旋。角動量的損失表現為速度的降低；在較慢的速度下，粒子必須採用較低的軌道。當粒子下降至這個較低的軌道上時，它的一部分引力位能被轉化為新增的速度，粒子又被加速。因此，即使它現在的速度比以前快，但因為它失去了角動量，它仍然失去了一些能量。當一顆粒子的軌道越來越接近中心，它的速度也隨之增加；隨著速度的增加，摩擦力也隨之增加，因為越來越多的粒子勢能(相對於黑洞)被輻射出去；黑洞的吸積盤非常熱，其溫度足以在事件視界外發射X射線。類星體的高光度被認為是氣體被超大質量黑洞吸積的結果。恆星因潮汐碎裂造成的橢圓吸積盤，在星系核和類星體中是很典型的。吸積過程可以將物體質量的10%到40%轉化為能量，而核融合過程只有0.7%。在密接的聯星系統中，質量較大的主星演化得較快，當質量較小的伴星到達巨星狀態並超過洛希瓣時，它已經演化成白矮星、中子星或黑洞。然後，氣流會從伴星發展到只主恆星。角動量守恆封鎖了從一顆恆星到另一顆恆星的直線流動，取而代之的就是形成吸積盤。
圍繞著金牛T星或赫比格星的吸積盤，因為被認為是行星系統的祖先，所以被稱為原行星盤。在這種情況下，吸積氣體來自於形成恆星的分子雲，而不是伴星。

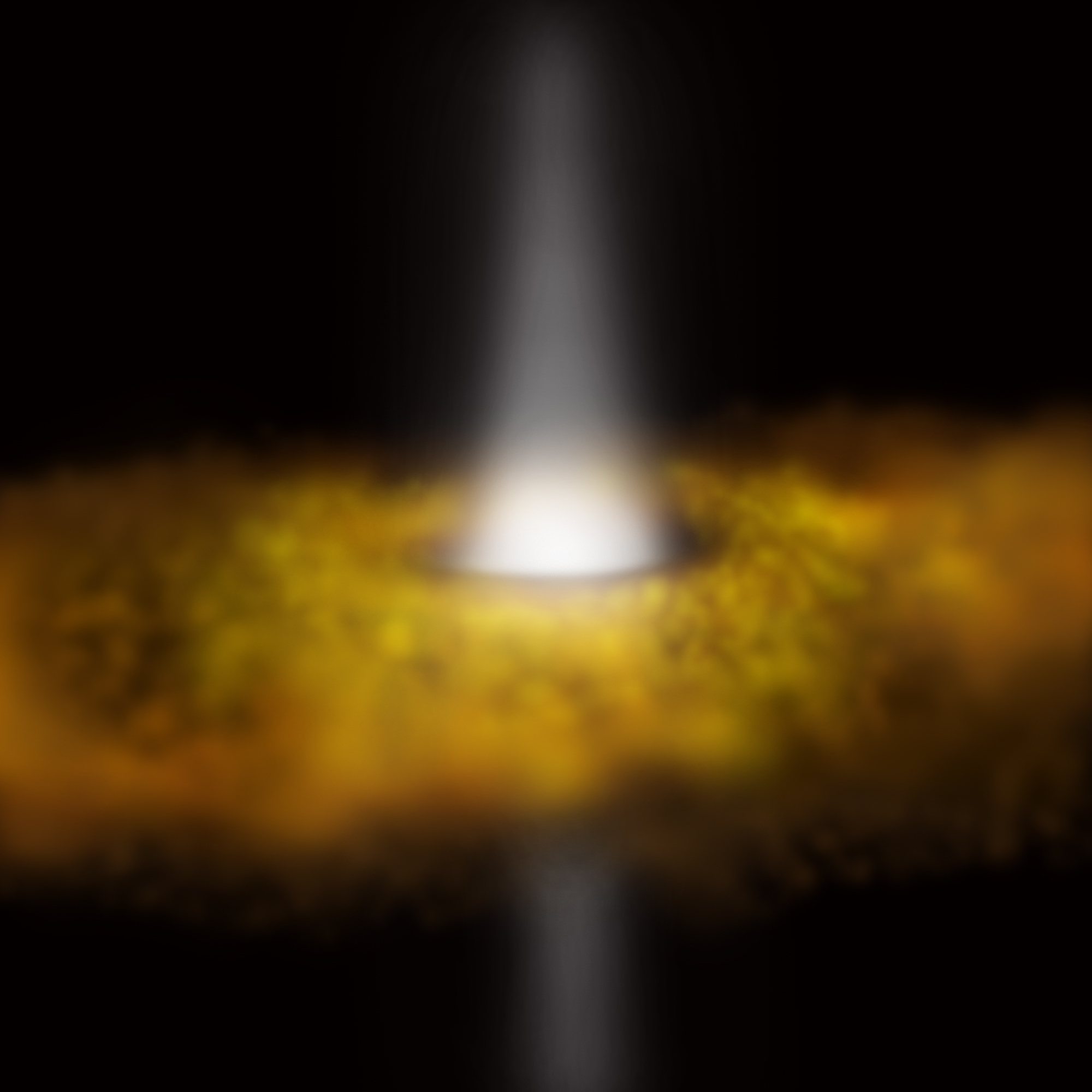
藝術家看法下帶有吸積盤的恆星。

## 吸积盘物理学

藝術家概念中，黑洞從附近的恆星中吸取物質，形成吸積盤。

1968年Prendegast研究了双星系统中白矮星周围的吸积盘，随后莫斯科大学的沙库拉和苏尼亚耶夫建立了中子星和黑洞周围的吸积盘模型。吸积理论建立以来，主要有四种吸积盘模型被人们广泛研究。
在1940年代，從基本物理原理推導出最早的模型。為了與觀測結果一致，這些模型必須使用一種未知的角動量再分配機制。如果物質要向內掉落，它不僅要失去引力能量，還要失去角動量。由於吸積盤的總角動量守恆，落入中心的質量所損失的角動量必須由遠離中心的質量增加角動量來補償。換言之，角動量應該被"輸送"出去，物質才能吸積。根據瑞利穩定性判據
{\displaystyle {\frac {\partial (R^{2}\Omega )}{\partial R}}>0,}
此處{\displaystyle \Omega }表示流體的角速度元素，和{\displaystyle R}是它旋轉至中心的距離，吸積盤被認為是一個層流。這就封鎖了角動量輸送的流體動力學機制的存在。
一方面，很明顯的黏性應力最終會導致向中心的物質被加熱，並輻射出部分的引力能。另一方面，粘度本身不足以解釋角動量向圓盤外部的傳輸。儘管湍流本身的起源尚不清楚，湍流-粘性增强被認為是造成角動量再分配的機制。傳統的{\displaystyle \alpha }-模型(討論如下) 引入一個可調參數{\displaystyle \alpha }描述由於盤內湍流的渦流引起有效粘度的增加。在1991年，隨著磁旋轉不穩定性（MRI）的重新發現，S. A. Balbus和J. F. Hawley建立了一個在重的、緊湊中心物體內，是高度不穩定的一個弱磁化圓盤，這為角動量再分配提供了一個直接的機制。

### α{\displaystyle \alpha }-盘状模型
Shakura and Sunyaev（1973）提议气体中的湍流是源于增加的粘滞力引起的，并假设次音速的湍流、盘高与漩涡的尺寸之间存在一个上限，盘中的粘滞力被表述为：{\displaystyle \nu =\alpha c_{\rm {s}}H}，这里{\displaystyle c_{\rm {s}}}是音速，{\displaystyle H}是盘高，{\displaystyle \alpha }是一个介于零到一之间的自由因子。
基于流体静力学平衡方程的引用，结合传统的角动量理论并假设吸积盘是薄的，则盘的结构方程也许会倾向于{\displaystyle \alpha }参数的确定方法而得到解决。许多可观测到的现象并不十分取决于{\displaystyle \alpha }参数，因此即便它有一个自由参数这个理论仍然很有先见性。
套用Kramers不透明度定律就能得到：
{\displaystyle H=1.7\times 10^{8}\alpha ^{-1/10}{\dot {M}}_{16}^{3/20}m_{1}^{-3/8}R_{10}^{9/8}f^{3/5}{\rm {cm}}}
{\displaystyle T_{c}=1.4\times 10^{4}\alpha ^{-1/5}{\dot {M}}_{16}^{3/10}m_{1}^{1/4}R_{10}^{-3/4}f^{6/5}{\rm {K}}}
{\displaystyle \rho =3.1\times 10^{-8}\alpha ^{-7/10}{\dot {M}}_{16}^{11/20}m_{1}^{5/8}R_{10}^{-15/8}f^{11/5}{\rm {g\ cm}}^{-3}}
这里{\displaystyle T_{c}}与{\displaystyle \rho }分别是中部平面的温度与密度。{\displaystyle {\dot {M}}_{16}}是吸积速率，单位为{\displaystyle 10^{16}{\rm {g\ s}}^{-1}}，{\displaystyle m_{1}}是中心体质量（以太阳质量为参照{\displaystyle M_{\bigodot }}），{\displaystyle R_{10}}是盘中某点的半径，单位为{\displaystyle 10^{10}{\rm {cm}}},并且{\displaystyle f=\left[1-\left({\frac {R_{\star }}{R}}\right)^{1/2}\right]^{1/4}}，这里{\displaystyle R_{\star }}代表角动量停止向中心传送时的半径。
这个理论打破了气压是无意义的说法。例如，如果吸积速率达到了爱丁顿光度，辐射压会变得重要同时吸积盘会“吹起”（puff up）成为一个环面或者其他的类似径移主导吸积流盘（ADAF）的三维形状。另一个极端的例子是土星環，这种环中的气体極其稀薄，其角动量传递受控于固态形体碰撞与引力的相互作用。

### 带磁性旋转的不稳定性（Magnetorotational Instability）
Balbus与Hawley（1991）提出一种囊括了磁力场的角动量传递模型。一个简单模型显示了这种动力学有一个存在着弱磁力轴的气体盘。两个相邻的辐射性的流动元素将表现为两个质点由一根无质量的弦相连，这根弦的张力表现为磁场的强度。在Keplerian盘中，内侧的流动物质转速将比外侧快得多，导致弦被拉长，而角动量的相对减小使得其环绕速度减慢。外部的流动物质则被加速，同时其角动量增加并使其环绕速度加快。弦的张力将减小，进而两处流动物质离得更远。
这种类似弦的张力可以描述出来，同时Rayleigh定则被更改为
{\displaystyle {\frac {\partial \Omega ^{2}}{\partial R}}>0.}
许多天体物理学中的盘状物并不遵循这一定则，并表现出这种磁力旋转的不稳定性。表现在天体物理学中的（要求存在不稳定性的）磁场被认为是通过一种类似地磁发电机的原理展现出来。

## 次爱丁顿光度吸积盘的分析模型 (薄盘，径移主导吸积流盘)
当吸积率低于爱丁顿光度并且盘是高度不透明的，那么一个典型的薄吸积盘就出现了。就垂直方向来看，盘在几何学上是很薄的（拥有一个碟状的结构），它由冷气体组成，其辐射量可忽略不计。气体沿紧密的螺线陷落，类似一个圆，并做近似自由的公转运动。薄吸积盘一般都很亮并伴有光谱中的热电磁辐射，除此此外，它们和黑体之间没有太明显的区别。辐射冷却在薄吸积盘中是十分有效的。1974年的Shakura和Sunyaev的对吸积盘的经典研究成果是现代天体物理经常引用的。薄吸积盘已经分别由Lynden-Bell, Pringle与Rees分别研究，其中Pringle在过去30年中贡献了许多吸积盘理论中关键的结果并于1981年写下了经典的评论。这评论多年来一直是吸积盘的主要信息来源，时至今日仍然十分有用。
当吸积率低于爱丁顿极限同时透明度比较高，那么一个ADAF吸积盘就形成了。这种吸积盘於1977年由Ichimaru在一篇论文中预言但被遗忘了近20年。（然而一些关于ADAF模型的雏形却在1982年的由Rees, Phinney, Begelman与Blandford撰写的有关离子旋转的论文中出现过）
自1990被Narayan以及Yi，同时独立地由Abramowicz, Chen, Kato, Lasota（首先提出ADAF这一名称的学者），Regev,分别重新研究之后，ADAF开始重新被大量学者加以详细研究、了解。天体物理学中关于ADAF的许多最为重要的贡献来自于Narayan以及他的同僚。ADAF被对流（由物质捕获的热）所冷却的效应大于辐射热所产生的效应。它们的辐射不那么明显，在几何学上，它们更像球型（或者“冕状”）而不是碟状，并且非常热（接近位力温度）。由于低辐射量，ADAF比碟状吸积盘要暗得多。ADAF会喷射出低能的，低热的射线，并通常伴随着强烈的康普顿组成。

## 超爱丁顿光度吸积盘的分析模型 (细盘，波兰甜面圈)
这类吸积率远高于爱丁顿光度的黑洞吸积盘理论由Abramowicz, Jaroszynski, Paczynski, Sikora以及其他“波兰甜面圈”（Polish doughnuts,该名称由Rees提出）的小组所发展。波兰甜面圈的粘度很低，不透明，辐射压力支撑着吸积盘，由对流而冷却。它们的辐射效率是很低的。波兰甜面圈的形状像一个硕大的环面，在转轴方向有着两条狭窄的漏斗状喷流，漏斗中有着平行的高能高爱丁顿光度辐射流。
细吸积盘（由Kolakowska命名）的吸积率仅稍高于爱丁顿光度，其速率大于或等于爱丁顿光度，有着碟状的形状及几乎全部的热光谱。它们被对流效应所冷却，其辐射不是很明显。它们由Abramowicz, Lasota, Czerny及Szuszkiewicz于1988年所引入。

## 特性
吸积盘理论被广泛用于恒星和行星形成、致密星、活动星系核、X射线双星、伽玛射线暴等天体物理过程的研究。这些盘状物经常于临近中心体的地方产生喷流。这些喷流是一种有效的损失角动量的方式，同时不会使得星盘的质量损失太多。
自然界中最为壮观的吸积盘发现于活动星系核（AGN）以及类星体（quasars）。这两类星体的中心被认为是超大质量的黑洞。当物质沿螺线落向黑洞时，强大的引力场使得物质摩擦并被加热。黑洞的吸积盘足够热得辐射出X射线，不过注意是在事件视界之外。类星体强大的光辐射被确信为是超大质量黑洞吸积气体的结果。这一过程能够将物质质量以10%～40%的比率转为能量，相较之下，恆星体的热核聚变过程只不过能够转换物质0.7%的质量。
在紧密的双星系统中，越大质量的星体会越快地演化为白矮星、中子星或者黑洞，此时较松散的伴星演化为巨星，其气体充满它的洛希瓣，气体将沿着伴星流向主星。角动量直接地由一颗星移至另一颗星同时由吸积盘表现出来。
环绕于金牛T星（T Tauri stars）或赫比格Ae/Be星（Herbig Ae/Be stars）的吸积盘被称为原行星盤（protoplanetary discs），因为它们被认为是形成行星系统的鼻祖。这种情况下，被吸积的气体来自于恒星形成时的分子云而非伴星。